# New Year Honours

Les New Year Honours font partie du système d'honneurs britannique, avec le jour du Nouvel An, le 1er janvier, étant marqué par la nomination de nouveaux membres des ordres de chevalerie et des récipiendaires d'autres honneurs officiels. Un certain nombre d’autres royaumes du Commonwealth célèbrent également cette journée de cette manière.
Les distinctions sont remises par ou au nom du monarque régnant, actuellement le roi Charles III ou son représentant vice-royal. Les distinctions honorifiques britanniques sont publiées dans des suppléments de The London Gazette.
Les distinctions honorifiques sont décernées au Nouvel An depuis au moins 1890, année au cours de laquelle une liste des distinctions décernées par la reine Victoria a été publiée par The London Gazette le 2 janvier. Il n'y a pas eu de liste d'honneurs au Nouvel An 1902, car une liste avait été publiée à l'occasion de l'anniversaire du nouveau roi au mois de novembre précédent, mais en janvier 1903, une liste a de nouveau été publiée, bien qu'elle ne comprenne que les ordres indiens jusqu'en 1909 (alors que les autres ordres ont été annoncés à l'occasion de l'anniversaire du roi au mois de novembre). Il n'y a pas eu non plus de distinctions honorifiques en 1940, en raison du déclenchement de la Seconde Guerre mondiale en septembre 1939.
L'Australie a mis fin à ses New Year Honours en 1989 et annonce désormais ses honneurs le jour de l'Australie, le 26 janvier, et lors de l'anniversaire officiel du roi, début juin.